# Morrovalle
Morrovalle är en ort och kommun i provinsen Macerata i regionen Marche i Italien. Kommunen hade 10 078 invånare (2018).